# Cataulacus fricatidorsus
Cataulacus fricatidorsus är en myrart som beskrevs av Santschi 1914. Cataulacus fricatidorsus ingår i släktet Cataulacus och familjen myror. Inga underarter finns listade.